# 青森県道150号持子沢鶴田線
青森県道150号持子沢鶴田線（あおもりけんどう150ごう もっこざわつるたせん）は、青森県五所川原市から北津軽郡鶴田町に至る一般県道である。

## 概要
五所川原市大字持子沢で青森県道34号五所川原浪岡線から西へ分岐し、北津軽郡鶴田町大字鶴田で国道339号現道に接続する。

### 路線データ
- 起点 : 五所川原市大字持子沢[1]（青森県道34号五所川原浪岡線交点）
- 終点 : 北津軽郡鶴田町[1]（国道339号交点）

## 歴史
- 1961年（昭和36年）2月10日 - 県道に認定される[1]。
- 1997年（平成9年）9月 - 鶴田中泉と横萢森口を結ぶ鶴田バイパスが開通[2]。

## 路線状況

### 重複区間
- 青森県道137号七ツ館板柳線 : 北津軽郡鶴田町横萢・地内

## 地理

### 通過する自治体
- 五所川原市
- 北津軽郡
  - 板柳町
  - 鶴田町

### 交差する道路
- 青森県道34号五所川原浪岡線（五所川原市大字持子沢、起点）
- 青森県道196号五林平藤崎線（北津軽郡板柳町五林平）
- 五所川原広域農道・青森県道196号五林平藤崎線（北津軽郡板柳町夕顔関）
- 青森県道38号五所川原黒石線・青森県道137号七ツ館板柳線（北津軽郡鶴田町横萢）
- 青森県道137号七ツ館板柳線（北津軽郡鶴田町横萢）
- 青森県道150号持子沢鶴田線 支線（北津軽郡鶴田町横萢）
- 青森県道158号胡桃舘鶴田線（北津軽郡鶴田町山道）
- 国道339号バイパス（北津軽郡鶴田町山道）
- 国道339号現道（北津軽郡鶴田町鶴田、終点）

鶴田バイパス
- 青森県道150号持子沢鶴田線 現道（北津軽郡鶴田町横萢、起点）
- 青森県道158号胡桃舘鶴田線（北津軽郡鶴田町山道）
- 国道339号バイパス（北津軽郡鶴田町山道）
- 国道339号現道（北津軽郡鶴田町鶴田、終点）

### 沿線の主な施設
- JAごしょつがる 七和支店
- 庚申塚
- 鶴田町立梅沢小学校（2020年3月末閉校）
- 社会福祉法人梅の子会梅沢保育園
- JR五能線 陸奥鶴田駅（町道経由）
  - 鶴田バイパスは、五所川原警察署鶴田警察官駐在所とスーパーストア鶴田フットリバーモール店の間で、JR五能線を跨ぐ。
- つるまい温泉（休業中） - 鶴田バイパス沿い
- スーパーストア鶴田フットリバーモール店 - 鶴田バイパス沿い
- 五所川原警察署鶴田警察官駐在所